# Farthinghoe
Farthinghoe är en ort och civil parish i Storbritannien.   Den ligger i grevskapet Northamptonshire i riksdelen England, i den södra delen av landet, 100 km nordväst om huvudstaden London. Farthinghoe ligger 158 meter över havet och antalet invånare är 418.
Terrängen runt Farthinghoe är huvudsakligen platt. Farthinghoe ligger uppe på en höjd. Runt Farthinghoe är det ganska tätbefolkat, med 129 invånare per kvadratkilometer. Närmaste större samhälle är Banbury, 8,4 km väster om Farthinghoe. Trakten runt Farthinghoe består till största delen av jordbruksmark.